# 世俗教育
世俗教育（せぞくきょういく）とは、非宗教の学校教育を指す。宗教教育の対義語である。
近代初頭までのヨーロッパでは、学校ではキリスト教に基づく宗教教育が行われていた。しかし、国家による義務教育制度が進展するに伴い、教育の非宗教化が推進される。
宗教教育と、世俗教育とでは、道徳教育の在り方に違いが現れる。宗教教育では、道徳の根拠を神という超越者に求めれば解決するが、世俗教育においては、社会と個人の関係に求めざるを得なくなる。
ただし、世俗教育は、特定の宗教を信奉する者とは、相容れない場面が発生することもある。修学旅行において、特定の宗教を信奉していない児童・生徒は問題なく入場できる神社・仏閣に、特定の宗教を信奉する児童・生徒は入場できない、などの問題である。